# باربرا من هسن
باربرا من هسن (8 أبريل 1536 - 8 يونيو 1597)؛ امرأة نبيلة ألمانية، وزوجة غيورغ الأول كونت فورتمبيرغ-مونبليار ثم تزوجت دانيال كونت فالديك.
باربرا هي ابنة فيليب الشهم لاندغراف هسن وكريستين الساكسونية، سميت بذلك تشريفاً لجدتها لأمها باربرا ياغيلون دوقة ساكسونيا، وأنجبت ثلاثة أبناء من زوجها الأول، وأشهرهم: فريدرش الأول دوق فورتمبيرغ.